# 母里村
母里村（もりむら）は、島根県能義郡にあった村。現在の安来市の北東部、伯太川の中流域にあたる。

## 地理
- 山岳 ： メイゲ平山、兄弟山、青垣山、佐幸寺山
- 河川 ： 伯太川

## 歴史
- 1889年（明治22年）4月1日 - 町村制の施行により、母里町・西母里村・東母里村の区域をもって発足。
- 1952年（昭和27年）11月3日 - 安田村・井尻村と合併して伯太村が発足。同日母里村廃止。

## 経済

### 産業
農業
『大日本篤農家名鑑』によれば母里村の篤農家は、「柴田覚次郎、黒田常太郎、西村熙、柴田荘吉、奥野仁兵衛」などがいた。

## 交通

### 鉄道路線
- 日ノ丸自動車
  - 法勝寺電鉄線・母里支線（1944年休止）
    - 不動尊駅 - 母里駅

## 出身著名人
- 奥野政次郎（能義郡農会長、米子銀行取締役、奨恵銀行監査役）
- 21代田部長右衛門（貴族院多額納税者議員）